# Pez (caramelle)
Pez, reso graficamente come PEZ, è un marchio austriaco di caramelle.
La loro società produttrice ha sede in Traun, nel distretto di Linz-Land. La fama di queste caramelle deriva dai loro distributori a forma di caricatore di pistola sormontati da un cappuccio utilizzato sia per decoro che per estrarre le caramelle dalla cartuccia in plastica. Infatti normalmente sono a tema di personaggi di fantasia (come ad esempio i protagonisti Disney).

## Descrizione
I confetti di Pez ricordano vagamente la forma dei mattoni utilizzati in edilizia; le loro dimensioni sono di 15 mm di lunghezza, 5 di altezza e 8 di larghezza.

Il nome "PEZ" deriva dalla parola tedesca Pfefferminz (IPA: [ˈpfɛfɐˌmɪnʦ]) il cui significato è menta piperita: se si prende la prima, la centrale e l'ultima lettera di questo vocabolo tedesco viene a formarsi il nome del brand.
Agli albori della azienda, il marchio era noto soltanto in Austria, successivamente con l'avvento della globalizzazione vennero esportate nel resto del mondo, soprattutto verso gli Stati Uniti.
Degna di nota è la grafica del marchio: la lettera "P" è formata da 14 caramelle, invece la "E" e la "Z" con 15.

## Storia
Inizialmente le Pez sono state messe in commercio dall'imprenditore locale Eduard Haas III a Vienna nel 1927 come normali caramelle alla menta piperita in compressa, simili alle Mentine Altoids.
Il primo distributore di queste celebri caramelle fa la sua comparsa sul mercato europeo nel 1949; grazie al successo accumulato, nel 1953 le "caramelle austriache" sbarcano negli USA.
Nel 1962 L'azienda austriaca stipula un contratto di licenza con Walt Disney per distribuire i prodotti Pez utilizzando personaggi Disney già famosissimi, come Topolino e altri.
L'azienda si è sempre considerata una semplice azienda dolciaria, nonostante il successo mondiale: ogni anno vengono consumati più di 5 miliardi di mattoncini.
Nel corso degli anni quasi tutti i dispenser Pez sono ricreati e acquistati dai collezionisti o dagli appassionati del marchio in tutto il mondo.
I cappucci Pez (posizionati sopra il dispenser) raffigurano perlopiù personaggi dei cartoni animati, film d'animazione e videogiochi, meno frequentemente quelli di film non di animazione. (esistono anche delle eccezioni come ad esempio gli emoji)
Quando nelle sale cinematografiche viene proiettato un nuovo film, l'azienda crea un dispenser dedicato ai protagonisti ed antagonisti di esso.

## Varianti
I Pez sono presenti in diverse varianti caratterizzate dal diverso colore.

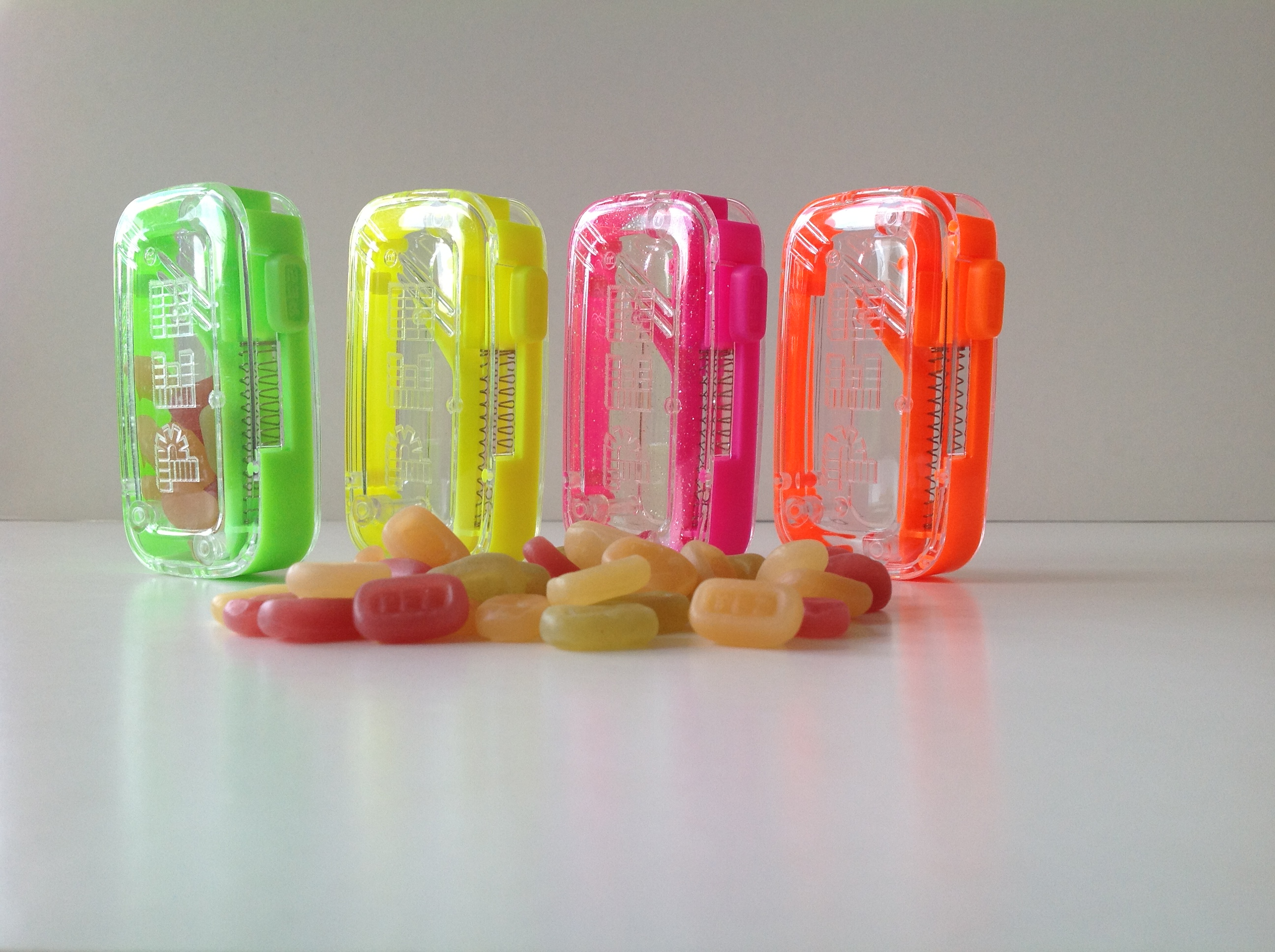
Due pacchetti di Pez "Neon Edition"

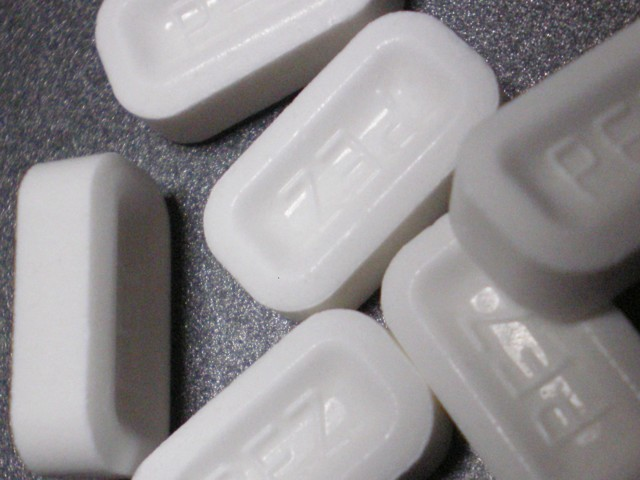
Alcuni "mattoncini" di Pez gusto menta piperita.

Generali
- Menta piperita
- Frutta assortita
- Ciliegia
- Cioccolato
- Coca Cola
- Uva
- Limone
- Mango
- Banana
- Arancia

- Lampone
- Fragola
- Lampone-Limone
- Fragola-Vaniglia

Sugarfree (senza zuccheri)
- Limone
- Arancia
- Fragola

Non più in vendita
- Mela
- Clorofilla Mint
- Caffè
- Mentolo Lime
- Eucalipto
- Yogurt